# بيل ويسدم
بيل ويسدم (بالإنجليزية: Bill Wisdom)‏ هو لاعب كرة قدم أسترالية أسترالي، ولد في 30 مايو 1912، وتوفي في 9 مارس 1940 في أديلايد في أستراليا بسبب حادث مرور.

## وصلات خارجية
- بيل ويسدم على موقع AustralianFootball.com (الإنجليزية)
- بيل ويسدم على موقع AFLtables.com (الإنجليزية)